# Apetina
Apetina er en fetalignende ost produceret af Arla Foods.
Produktet blev tidligere markedsført under navnet Feta, men siden 2012 har Feta været en beskyttet oprindelsesbetegnelse knyttet til Grækenlands fastland og Lesbos, en beslutning EU-domstolen tog i 2005.
| Mad og drikke | Spire Denne artikel om mad og drikke er en spire som bør udbygges. Du er velkommen til at hjælpe Wikipedia ved at udvide den. |

Apetinas hjemmeside